# Lát khét
Lát khét hay còn gọi xoan mộc, xương mộc, mã nhằm, mã nhầu, trương vân (danh pháp khoa học: Toona sureni) là một loài thực vật có hoa trong họ Meliaceae. Loài này được (Blume) Merr. mô tả khoa học đầu tiên năm 1917.